# Burg Falkenstein (Vogtland)
Die Burg Falkenstein, auch Schlossfelsen Falkenstein genannt, ist heute der Rest einer Felsenburg auf einem Felsen oberhalb der Kirche zum Heiligen Kreuz im Zentrum von Falkenstein im Vogtlandkreis in Sachsen.

## Geschichte
Burg Falkenstein wurde um das Jahr 1200 durch die Vögte von Weida und Plauen errichtet. Sie war mit den Burgen Treuen und Auerbach nordwestlich bzw. nördlich sowie der Burg Schöneck südlich Teil einer Burgenkette, die das Rodungsgebiet der Herrschaft Plauen nach Osten hin absichern sollte. Die landesherrliche Burg Falkenstein wurde als Lehen von den Vögten an das gleichnamige Adelsgeschlecht Falkenstein gegeben. Sie sind 1267 mit Johannes von Falkenstein ("Johannes de Valkinstein") als Gefolgsleute des Heinrich I. von Plauen nachgewiesen. Im Zuge des Vogtländischen Krieges, als die Vögte von Weida, Gera und Plauen den Großteil ihres Besitzes an Kaiser Karl IV. und die Wettiner verloren, mussten die Falkensteiner dem Böhmenkönig Karl IV. das Öffnungsrecht für ihre Burg einräumen. Ende des 14. Jahrhunderts wurde die Burg dann Besitz der Wettiner, zu dieser Zeit ist wohl das Geschlecht der Falkensteiner ausgestorben. Die Wettiner belehnten während der ersten Hälfte des 15. Jahrhunderts die Herren von Trützschler mit der Burg, sie konnten auch den im 13. Jahrhundert im Schutz der Burg entwickelten Ort Falkenstein (Valkinstein) zur Stadt ausbauen. Die Trützschler waren es auch, die das Schloss zu Füßen der Burg, das anstelle des früheren Wirtschaftshofes stand, errichten ließen. Die um 1528 bereits verfallene Burg wurde im Jahr 1618 durch Georg Abraham Trützschler zum größten Teil abgebrochen.
In der an das Schloss angrenzenden „Schlossmauer“, erbaut offenbar im 18. und 19. Jh. aus Abbruchmaterial, fanden sich mächtige stauferzeitliche Buckelquader-Steine aus Granit, die man dem ehemaligen romanischen Palas der Burg aus dem 12. Jh. zuordnet. Dieser Fund ist im Vogtlandkreis singulär.

## Beschreibung
Die Burg lag in Gipfellage auf einem Felsstock, dessen Gipfel mittels Futtermauern zu einer trapezförmigen Fläche gestaltet wurde. Darauf befindet sich der Stumpf eines quadratischen, acht Mal acht Meter messenden Turmes, der heute durch ein Geländer gesichert als Aussichtsplatz dient. Für weitere Gebäude stand nur sehr wenig Platz auf den Felsen zur Verfügung.